# Cab Calloway
Cab Calloway (Rochester, Nueva York, 25 de diciembre de 1907-Hockessin, Delaware, 18 de noviembre de 1994) fue un cantante y músico de jazz estadounidense. Calloway fue un importante músico de scat y su banda fue una de las orquestas de jazz afroamericanas más populares de Estados Unidos entre los años 30 y 40. La orquesta de Calloway tenía a músicos como los trompetistas Dizzy Gillespie y Adolphus "Doc" Cheatham, saxofonistas Ben Webster y Leon "Chu" Berry y el bajista Milt Hinton. Calloway siguió haciendo música hasta su muerte en 1994 a la edad de 86 años.

## Biografía

### Primeros años
Cab Calloway nació bajo el nombre Cabell Calloway III en una familia de clase media en Rochester, Nueva York, y fue criado principalmente en Baltimore, Maryland. Su padre, Cabell Calloway II, era abogado, y su madre Martha Eulalia Reed era profesora y pianista de iglesia. Los padres reconocieron el talento musical de su hijo, y recibió clases privadas de canto en 1922. Continuó estudiando música y canto a lo largo de su vida escolar. Aunque sus padres y profesores de canto no aprobaban el jazz, Calloway comenzó a frecuentar y finalmente a interpretar en varios clubes de jazz en Baltimore, donde sus mentores fueron el baterista Chick Webb y el pianista Johnny Jones.
Tras graduarse de la educación secundaria Cab se unió a su hermana mayor, Blanche, en la realización de un tour de la revista de música afroamericana Plantation Days (Blanche Calloway se transformaría en líder de banda luego que su hermano lo hiciera, y Cab la acreditaría a ella como la inspiración a entrar al negocio del espectáculo).
Cuando el tour finalizó en Chicago, Cab decidió permanecer en Chicago junto a su hermana, quien tenía ya una carrera como cantante de jazz en esa ciudad. Sus padres esperaban que Cab se convirtiera en abogado como su padre, por lo que Calloway estudió en Crane College.
Su mayor interés, sin embargo, era cantar y trabajar en el espectáculo, por lo que pasó varias noches en el Dreamland Cafe y Sunset Cafe, donde participó como baterista, cantante y MC.
En el Sunset Cafe conoció y tocó junto a Louis Armstrong quien lo convenció de cantar en el estilo scat.

### Éxito

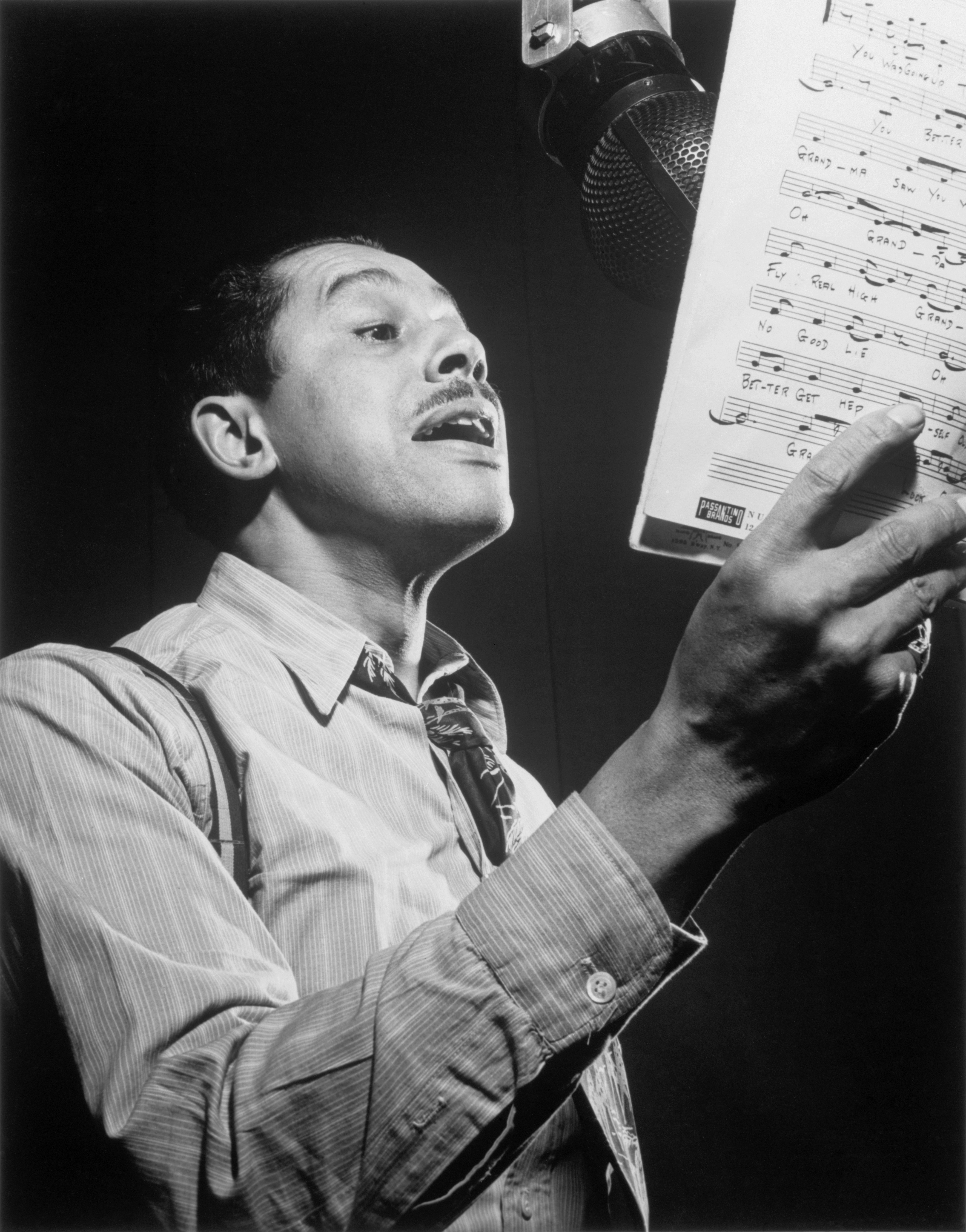
Cab Calloway.

Llegó a la zona una gira de jazz, y la orquesta de Cab Calloway fue contratada para reemplazar a la de Duke Ellington mientras estuvieran en la gira. Calloway rápidamente adquirió popularidad y la banda se volvió en una de las principales de la gira junto a la de Ellington, Cab y su grupo tocaron a lo largo del país mientras no actuaban en el Cotton Club. Su popularidad creció con las transmisiones radiales de la NBC en el famoso cabaret Cotton Club. Calloway además apareció en el programa de radio de Walter Winchelly en el show de Bing Crosby en el Paramount Theatre. Como resultado de estas apariciones, Calloway, junto a Ellington, rompieron la barrera racial existente en el espectáculo.
En 1931, grabó una de sus canciones más famosas, "Minnie the Moocher". Esa canción, "St. James Infirmary Blues" y "The Old Man Of The Mountain" fueron interpretadas en los cortometrajes animados de Betty Boop Minnie the moocher, Snow White y The Old Man of the Mountain, respectivamente. Gracias a la magia del rotoscopio, Cab no solo aportó con su voz para estos dibujos animados, sino que también sus pasos de baile. Cab se aprovechó de esto haciendo coincidir la fecha de sus conciertos con los estrenos de estos cortometrajes para ganar mayor atención. Debido al éxito de "Minnie the Moocher" fue identificado por su coro, ganando el apodo "The Hi De Ho Man." En 1943 apareció en la película musical de 20th Century Fox, Stormy Weather.
En 1941 Cab Calloway echó a Dizzy Gillespie de su orquesta luego que reaccionara violentamente cuando Calloway fue escupido mientras estaba en el escenario. Acusó erróneamente a Gillespie, quien amenazó a Calloway con un cuchillo.
En 1944, fue publicado el The New Cab Calloway's Hepsters Dictionary: Language of Jive, nueva versión de un libro en el cual Cab tradujo para sus fanáticos algunas frases que probablemente no conocían.

### Años posteriores
En los años 50, Calloway trasladó a su familia de Long Island, NY, a Greenburgh, NY para criar a tres de sus cinco hijas.
Calloway se volvió muy popular durante este tiempo, apareciendo en varias películas donde requerían de su voz y pasos de baile. En 1952, interpretó a "Spotin' Life" en una producción de la ópera de George Gershwin Porgy and Bess con William Warfield y Leontyne Price como artistas principales. Otro papel notable fue "Yeller" en The Cincinnati Kid (1965), con Steve McQueen, Ann-Margret y Edward G. Robinson.
En 1967 Calloway protagonizó mediante el personaje Horace Vandergelder una nueva versión del musical Hello, Dolly! (aun cuando todavía existía el original) junto a Pearl Bailey. El éxito permitió una versión grabada por RCA. Entre 1973 y 1974 participó en The Pajama Game de Broadway junto a Hal Linden y Barbara McNair.
En 1976 fue lanzada su autobiografía, Of Minnie The Moocher And Me (Crowell), que incluía su diccionario completo como apéndice.
Calloway llamó nuevamente la atención en 1980 cuando apareció en la película The Blues Brothers cantando "Minnie The Moocher", y nuevamente cuando cantó "The Jumpin' Jive" con el monstruo de dos cabezas en Sesame Street.
Calloway ayudó a crear el Museo Cab Calloway en el Coppin State College (Baltimore, Maryland) en los años 80 y Bill Cosby ayudó a crear una beca bajo el nombre de Calloway en el New School of Social Research New York City. En 1994, una escuela de arte llamada Cab Calloway School of the Arts fue dedicada en su nombre en Wilmington, Delaware.
En 1986, Calloway apareció en Wrestlemania 2 del World Wrestling Entertainment (WWE) como árbitro invitado para una pelea de box entre Rowdy Roddy Piper y Mr. T que tuvo lugar en el Nassau Coliseum y en 1990 hizo un cameo en el video musical de Janet Jackson "Alright". En el Reino Unido apareció en varios anuncios del producto Hula Hoops, como él mismo y la voz de un personaje animado (en uno de estos comerciales cantó "Minnie The Moocher").

## Muerte
El 18 de noviembre de 1994, Calloway murió después de haber sufrido un accidente cerebrovascular seis meses antes.
En 1998, The Cab Calloway Orchestra (dirigida por el nieto de Cab, C. Calloway Brooks) fue formada para honrar el legado de Cab Calloway en el ámbito nacional e internacional.

## Actuaciones
- Porgy and Bess (1953)
- Hello, Dolly! (replacement in 1967)
- The Pajama Game (1973)
- Bubbling Brown Sugar (1976)
- Uptown...It's Hot! (1986)

## Filmografía
- Minnie the moocher (1932) (dibujo animado de Betty Boop -- voz)
- The Big Broadcast (1932)
- Snow White (1933) (dibujo animado de Betty Boop -- voz)
- International House (1933)
- The Old Man of the Mountain (1933) (dibujo animado de Betty Boop -- voz)
- Cab Calloway's Hi-De-Ho (1934) (cortometraje)
- Betty Boop's Rise to Fame
- Stormy Weather (1943)
- The Blues Brothers (1980)

## Influencia de Cab Calloway sobre la moda
- Su peculiar forma de vestir tuvo una notable influencia en la juventud estadounidense y francesa, en los años 30 y 40. Sus seguidores norteamericanos fueron llamados zoot suits, y, los franceses, zazús.[1]